# Berliet CAL
Der Berliet CAL war ein mittlerer französischer Lastkraftwagen aus der Zeit vor dem Ersten Weltkrieg.

## Geschichte, Technik
Die allgemeine Betriebserlaubnis für den Berliet CAL wurde im Juli 1912 erteilt, ab diesem Zeitpunkt wurde das Fahrzeug gebaut. Belegt sind die Chassisnummern 11201–11203; sollten weitere Nummern nicht vergeben worden sein, wären drei Stück gebaut worden.
Der wassergekühlte Vierzylindermotor hatte eine Bohrung von 100 und einen Hub von 140 mm, also einen Hubraum von 4398 cm³ und gab seine nicht genannte Höchstleistung bei 1000/min ab. Steuerlich war das Fahrzeug mit 22 Steuer-PS eingestuft. Das Getriebe hatte vier Vorwärtsgänge, dazu einen Rückwärtsgang. Die Nutzlast betrug 2,5 Tonnen, das Leergewicht 2,7 Tonnen, der Radstand 3,75 m, die Spur vorne 1,8, hinten 1,63 m. Der Antrieb auf die Hinterachse erfolgte über eine Kardanwelle.
Das Fahrzeug war auch als Omnibus lieferbar.